# Касине
Касине (итал. Cassine) је насеље у Италији у округу Алесандрија, региону Пијемонт. 
Према процени из 2011. у насељу је живело 1963 становника. Насеље се налази на надморској висини од 135 м.

## Становништво
| 1936. | 1951. | 1961. | 1971. | 1981. | 1991. | 2001. | 2011. |
| ----- | ----- | ----- | ----- | ----- | ----- | ----- | ----- |
| 4.638 | 4.289 | 3.931 | 3.515 | 3.365 | 3.130 | 3.042 | 3.048 |